# Eco.mont – Journal on Protected Mountain Areas Research and Management
Eco.mont – Journal on Protected Mountain Areas Research and Management is een internationaal, aan collegiale toetsing onderworpen open access wetenschappelijk tijdschrift op het gebied van de bergachtige beschermde gebieden. De naam wordt in literatuurverwijzingen meestal afgekort tot eco.mont. Het wordt uitgegeven door de Oostenrijkse Academie van Wetenschappen, Institute for Interdisciplinary Mountain Research (IGF), en verschijnt 2 keer per jaar.
Het eerste nummer verscheen in 2009.